# Bruhat Bengaluru Mahanagara Palike
Bruhat Bengaluru Mahanagara Palike (BBMP) là một cơ quan hành chính đô thị chịu trách nhiệm về tài sản dân sự và cơ sở hạ tầng của khu vực đô thị Greater Bangalore. Đây là cơ quan hành chính quản lý đô thị cấp Municipal Corporation lớn thứ 4 của Ấn Độ với dân số 6.8 triệu người và quản lý diện tích 741 km². 